# Crkva i samostan sv. Katarine (sv. Dominika) u Splitu
Crkva i samostan sv. Katarine (sv. Dominika) nalazi se u Splitu, na rubu gradske tržnice (Pazara) na adresi Hrvojeva 2.

## Opis
Građeni su 17. do 20. stoljeća. Srednjovjekovni samostanski sklop s crkvom sv. Katarine Aleksandrijske izgrađen je na mjestu ranokršćanske crkve istog titulara iz 5-6. st., a porušen u vrijeme utvrđivanja grada u Kandijskom ratu. Po svršetku rata, od 1666. do 1682., crkva i samostan ponovno su izgrađeni u baroknom slogu. Današnji izgled rezultat je velikih preinaka iz perioda 1932. – 1934., kada je crkva proširena i srušen barokni zvonik. Godine 1944. samostan je dijelom stradao u savezničkom bombardiranju Splita. U crkvi su barokni oltari sa slikama među kojima se ističu djela Matije Ponzonija-Pončuna i Sebastijana Devite. Od 2007. – 2010. završena je rekonstrukcija crkve i samostana.

## Zaštita
Pod oznakom Z-4645 zavedeni su kao nepokretno kulturno dobro - pojedinačno, pravna statusa zaštićena kulturnog dobra, klasificiranog kao sakralna graditeljska baština.

## Vanjske poveznice
|  | Zajednički poslužitelj ima još gradiva o temi Crkva i samostan sv. Katarine (sv. Dominika) u Splitu |